# Dirik Schilgen

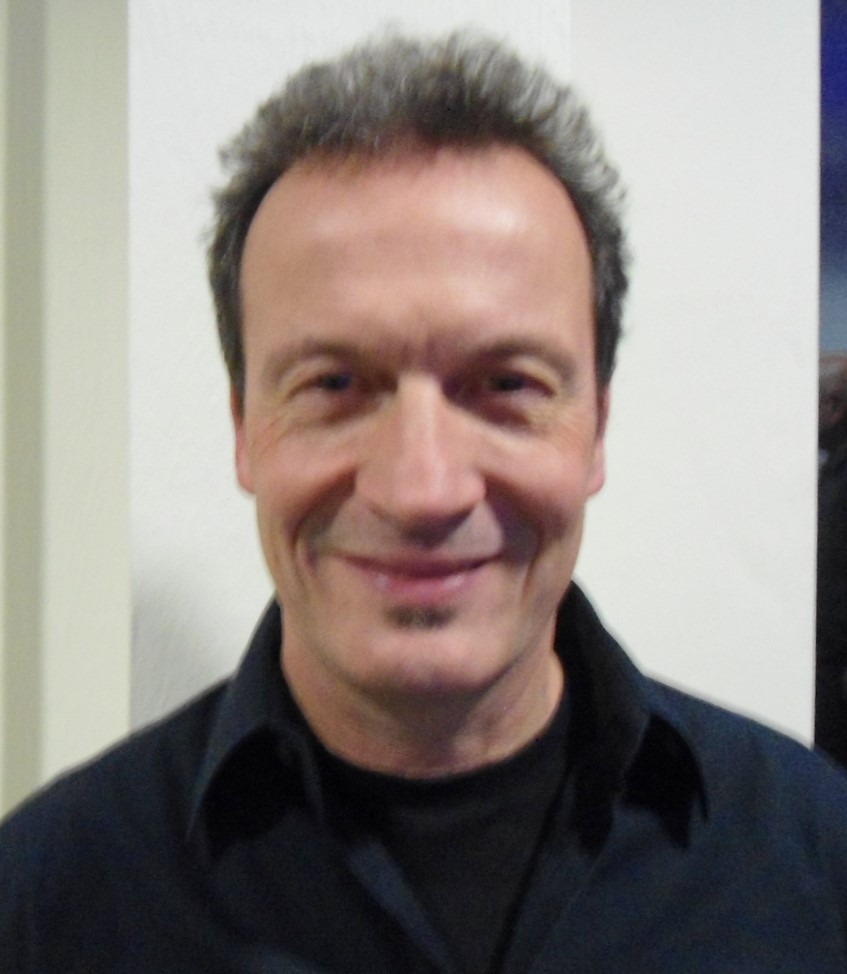
Dirik Schilgen (2019)

Dirik Schilgen (* 23. Januar 1965 in Emsdetten) ist ein deutscher Jazzmusiker (Schlagzeug).
Schilgen erhielt bereits als Kind Trommelunterricht, lernte dann Schlagzeug und nahm an Workshops von Doug Hammond und Walter Norris teil. Zwischen 1986 und 1991 studierte er am Konservatorium Hilversum; er trat mit dessen Bigband, mit Frédéric Rabold, Wayne Bartlett, Nanni Byl und Siggi Gerhard auf. Seit 1992 arbeitet er freiberuflich im Rhein-Main-Gebiet, wo er auch als Dozent tätig ist. 2006 legte er ein Debütalbum mit seiner Gruppe Jazzgrooves vor. Auch leitet er das Dirik Schilgen Trio Brazil und gehörte zu den Trios von Lucas Heidepriem, Christoph Mudrich und von Wolf Mayer.
Schilgen ist weiterhin auf Tonträgern von Jens Bunge, Martin Classen, Florian Poser, Wayne Bartlett, Christian Eckert, Tobias Langguth, Nicole Metzger und Götz Ommert zu hören. Er begleitete Kabarettisten in Produktionen der Radiobühne Köln für den SWR („Zungenschlag“), WDR („Schlag auf Schlag“) und NDR („Intensiv-Station“). Als Musiker war er für mehrere Musical-Produktionen am Nationaltheater Mannheim tätig.

## Diskographische Hinweise
- JazzGrooves (Jazz’n'Arts Records) 2006, mit Thomas Siffling, Matthias Dörsam, Wolf Mayer, Markus Bodenseh, Christiane Gavazoni)
- Plenty of...(Jazz’n'Arts Records) 2010
- On the Move ((Personality Records) 2015

## Lexikalische Einträge
- Jürgen Wölfer: Jazz in Deutschland. Das Lexikon. Alle Musiker und Plattenfirmen von 1920 bis heute. Hannibal, Höfen 2008, ISBN 978-3-85445-274-4.